# Unitat de Droga i Crim Organitzat
Les Unitats de Droga i Crim Organitzat (en castellà: Unidades de Droga y Crimen Organizado, UDYCO), són unitats especialitzades del Cos Nacional de Policia espanyol pertanyents a la Comissaria General de Policia Judicial, dedicades a la lluita contra el narcotràfic i el crim organitzat. La unitat es va crear el 1997, en compliment del Pla Global de Mesures contra les Drogues, amb la finalitat de que la policia espanyols tingués una resposta integral a les activitats delictives tant a nivell nacional com transnacional. El desplegament inicial de la Udyco va prioritzar zones habituals del crim organitzat com el País Valencià, Catalunya, Madrid, Andalusia, Gibraltar, Galícia o les Illes Canàries.